# Isaac Mazepa
Isaac Mazepa — ucraïnès: Ісаак Мазепа — (16 d'agost de 1884 a Kostobobriv - 18 de març de 1952 a Augsburg -Alemanya) va ser un polític ucraïnès. Va dur a terme un important paper en el Partit Obrer Socialdemòcrata Ucraïnès (USDRP), fou també Primer Ministre de la República Popular d'Ucraïna durant el període del Directori d'Ucraïna i va fundar un partit el 1950.

El 1905, mentre estudiava a la Universitat Estatal de Sant Petersburg (1904-1910), es va unir als Partit Obrer Socialdemòcrata Ucraïnès i es va convertir ràpidament en un dels seus principals membres. També va ser actiu en el moviment Hromada d'estudiants ucraïnesos de Sant Petersburg. Després dels seus estudis va treballar com a enginyer agrònom a la regió de Nijni Nóvgorod (1911-1915) i Iekaterinoslav (1915-1918). Després de la Revolució de Febrer de 1917, es va convertir en membre de la Duma de Iekaterinoslav i del consell de treballadors i camperols de la mateixa ciutat. L'abril de 1918 va dirigir el Consell Revolucionari de Iekaterinoslav. En el període del Hetmanat, va coeditar  Naixa správa, un diari del Partit dels Treballadors socialdemòcrates ucraïnesos. El gener de 1919, Mazepa es va convertir en delegat al Congrés del Treball a Kíev i va ser elegit secretari del Comitè Central de l'USDRP. El 9 d'abril de 1919, es va convertir en Ministre de l'Interior de la República Popular d'Ucraïna (UNR). Del 29 d'agost del 1919 a finals de maig de 1920, va ocupar el càrrec de Primer Ministre de l'UNR i fou el cap del Consell Nacional de Ministres. El seu govern va ser dissolt després de la signatura del Tractat de Varsòvia. El càrrec de Primer Ministre va tornar a Viatxeslav Prokopovitx.
A finals de 1920, Mazepa va emigrar a Lviv, on va editar la Vil'na Ukraïna i la publicació mensual Sotsiialistychna dumka de l'USDRP. El 1923, es va traslladar a Praga. El 1927 va rebre l'encàrrec d'ensenyar Botànica Agrícola de l'Acadèmia d'Ucraïna. Mazepa representà el Partit Obrer Socialdemòcrata d'Ucraïna i defensà els interessos ucraïnesos a nombrosos fòrums internacionals socialistes. Fou membre del comitè executiu de la Internacional Obrera i Socialista. Refugiat després de la guerra a Alemanya, fou a partir d'octubre del 1946 professor a Múnic. Va ser cofundador del Consell Nacional d'Ucraïna, i en fou el primer president del seu comitè executiu des de juliol de 1948 a gener del 1952. Fundà el Partit Socialista d'Ucraïna (1950).
Isaac Mazepa escrigué nombrosos articles sobre política, El bolxevisme i l'ocupació russa d'Ucraïna (1923), un estudi sobre el moviment nacional ucraïnès titulat Fonaments de la nostra renaixença (1946) i documents sobre els anys de la Revolució russa com ara Ucraïna en els incendis i les tempestes de la revolució (1941). La seva tasca científica principal és un llibre de text sobre la morfologia de les plantes (1934) i una monografia sobre les pastures a les muntanyes dels Carpats (1944).